# Couleurs d'orchestre
Pour plus de détails, voir Fiche technique et Distribution.
Couleurs d'orchestre est un documentaire français réalisé par Marie-Claude Treilhou, sorti en 2007.

## Synopsis
Approche de l'orchestre symphonique avec l'orchestre de Paris.
Ce film se propose d'extraire l'orchestre symphonique de son abstraction, de lui donner du corps, de l'humaniser, pour prendre la mesure du travail qui précède et accompagne le concert, tout ce qui en conditionne l'existence. Le film se situe résolument du côté du travail, de ses conditions, de ses spécificités, finesses et drôleries. Pour donner à la magie musicale tout son soubassement logistique, en renforcer la force émotionnelle, mesurer toute l'envergure de ce phénomène de raffinement, à tous les étages de son élaboration.

## Fiche technique
- Réalisation : Marie-Claude Treilhou
- Photographie : Raphael O'Byrne
- Ingénieur du son : Frédéric de Ravignan (assistants : Olivier Grandjean, Armel Durassier)
- Chef monteuse : Khadicha Bariha (assistante : Karine Prido)
- Monteur son : Pascal Ribier
- Mixeur : Maie Massiani
- Directrice de production : Nelly Mabilat
- Chargée de production : Clémentine Noël
- Productrice exécutive : Catherine Bizern
- Producteur délégué : Richard Copans
- Sociétés de production : Les Films d'ici, l'Orchestre de Paris avec la participation du Centre national de la cinématographie et de la Sacem en partenariat avec Radio Classique
- Langue : français
- Format : 35 mm – couleur
- Durée : 120 min.
- Genre : documentaire
- Date de sortie : 
  - France - 19 mars 2008